# Богатырская (Полоцкий район)
Богатырская (бел. Багаты́рская) — деревня в Полоцком районе Витебской области Беларуси. Входит в состав и административный центр Солоникского сельсовета.

## География
Расположена в 1 километре к востоку от города Полоцк.

## Транспорт
- Маршрут 1 (Автовокзал — Богатырская)
- Маршрутное такси 25 (ТЦ «Манеж»—Богатырская)

## Улицы
Уличная сеть деревни представлена следующими улицами. Главная улица — Центральная — имеет протяжённость около 1500 метров.
- Новосёлов
- Центральная
- Садовая
- Луговая
- Боброва

## Население
- 1999 год — 1 526 человек
- 2009 год — 1 552 человек (перепись населения)
- 2019 год — 1 560 человек (перепись населения)

## Культура
- Дом культуры
- Фольклорный ансамбль (гурт) "Галасы спадчыны", который сохраняет традиции пения "в перехлест".

## Достопримечательности
- Православный храм Рождества Пресвятой Богородицы. Кирпичный, построен 2009 году[3][4].